# Bundesstraße 298
Pour les articles homonymes, voir Route 298.
La Bundesstraße 298 est une Bundesstraße du Land de Bade-Wurtemberg.

## Géographie
La Bundesstraße 298 traverse le district de Stuttgart et fait le lien entre la Bundesstraße 19 à Gaildorf et la Bundesstraße 29 à Schwäbisch Gmünd. Il traverse les communes de Gaildorf, Gschwend, Spraitbach, Mutlangen et Schwäbisch Gmünd.
En septembre 2005, lors de la mise en service du contournement ouest de Mutlangen, un goulot d'étranglement encombré est supprimé.

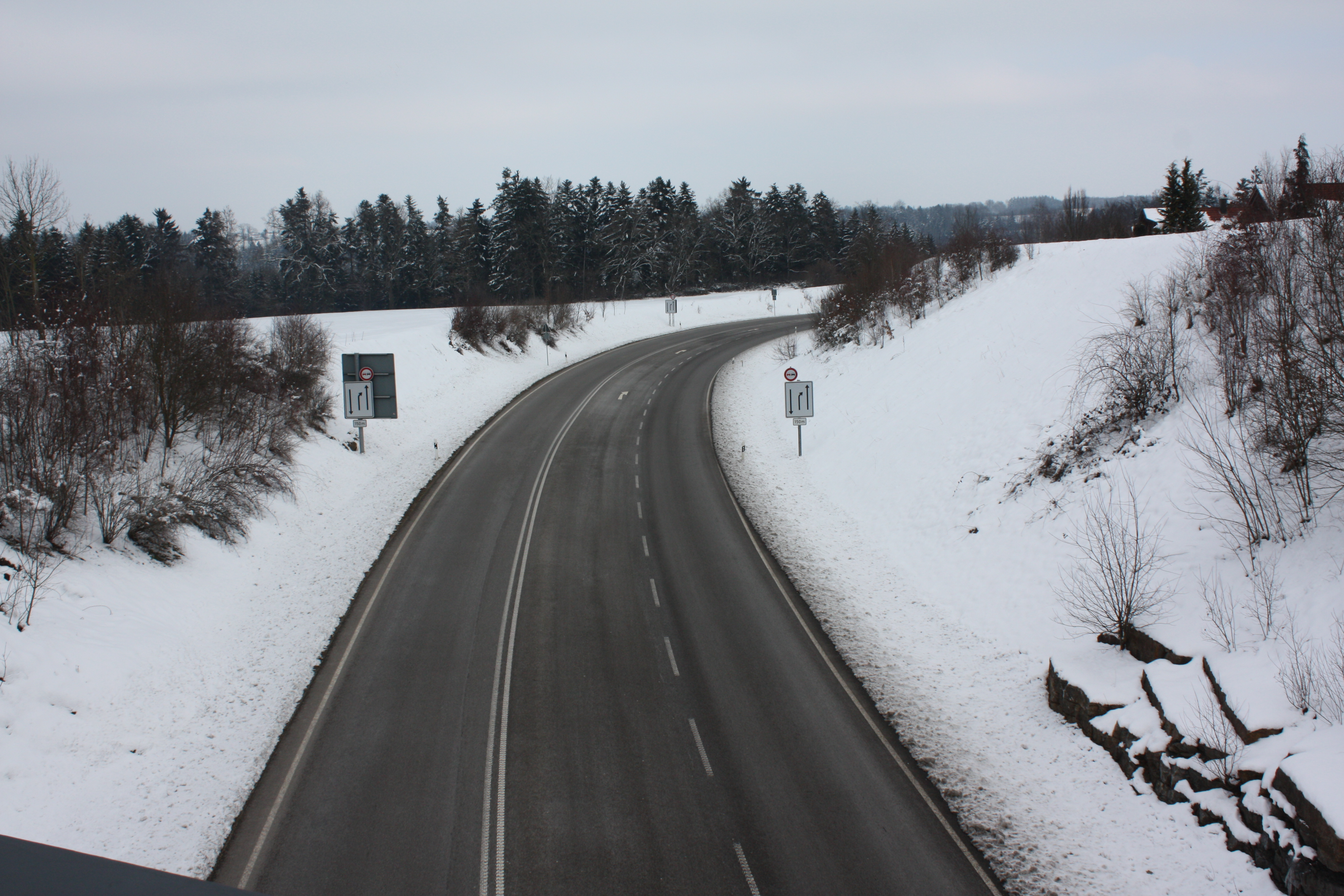
Le B 298 entre Mutlangen et Rehnenhof-Wetzgau en direction du nord
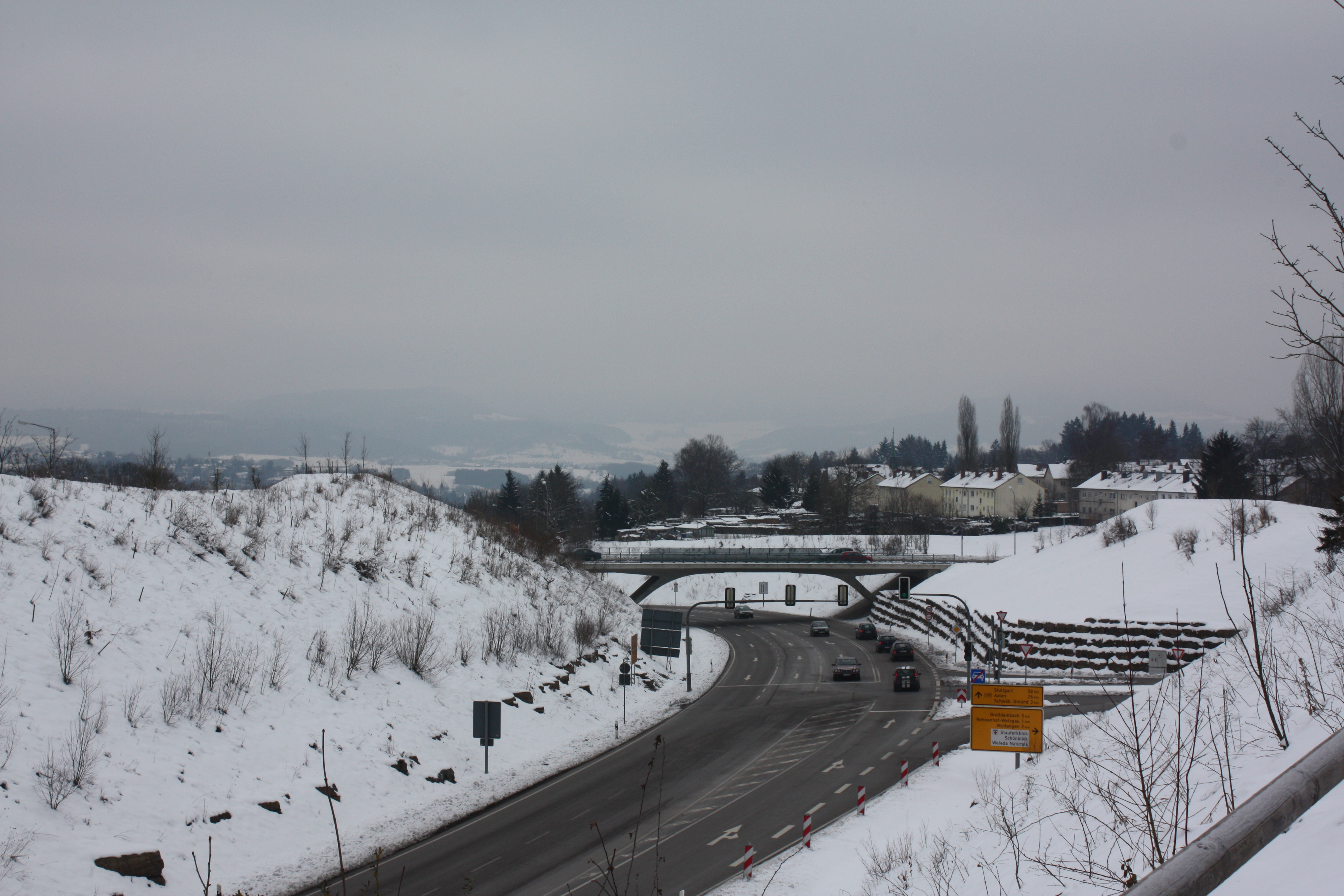
À Rehnenhof-Wetzgau, la route régionale 3268 traverse la B 298

## Source
- (de) Cet article est partiellement ou en totalité issu de l’article de Wikipédia en allemand intitulé « Bundesstraße 298 » (voir la liste des auteurs).

1. ↑  (de) « Die Bundes- und Reichsstraßen in Deutschland - Nr. 166 bis 327 » [archive du 18 février 2009], sur home.arcor.de (consulté le 16 juillet 2025)